# 胡家百斯堂
胡家百斯堂位于中国浙江省江山市廿八都镇枫溪村，是一处江山市文物保护单位。
2000年6月21日，胡家百斯堂公布为第四批江山市文物保护单位。